# Galerie Josine Bokhoven

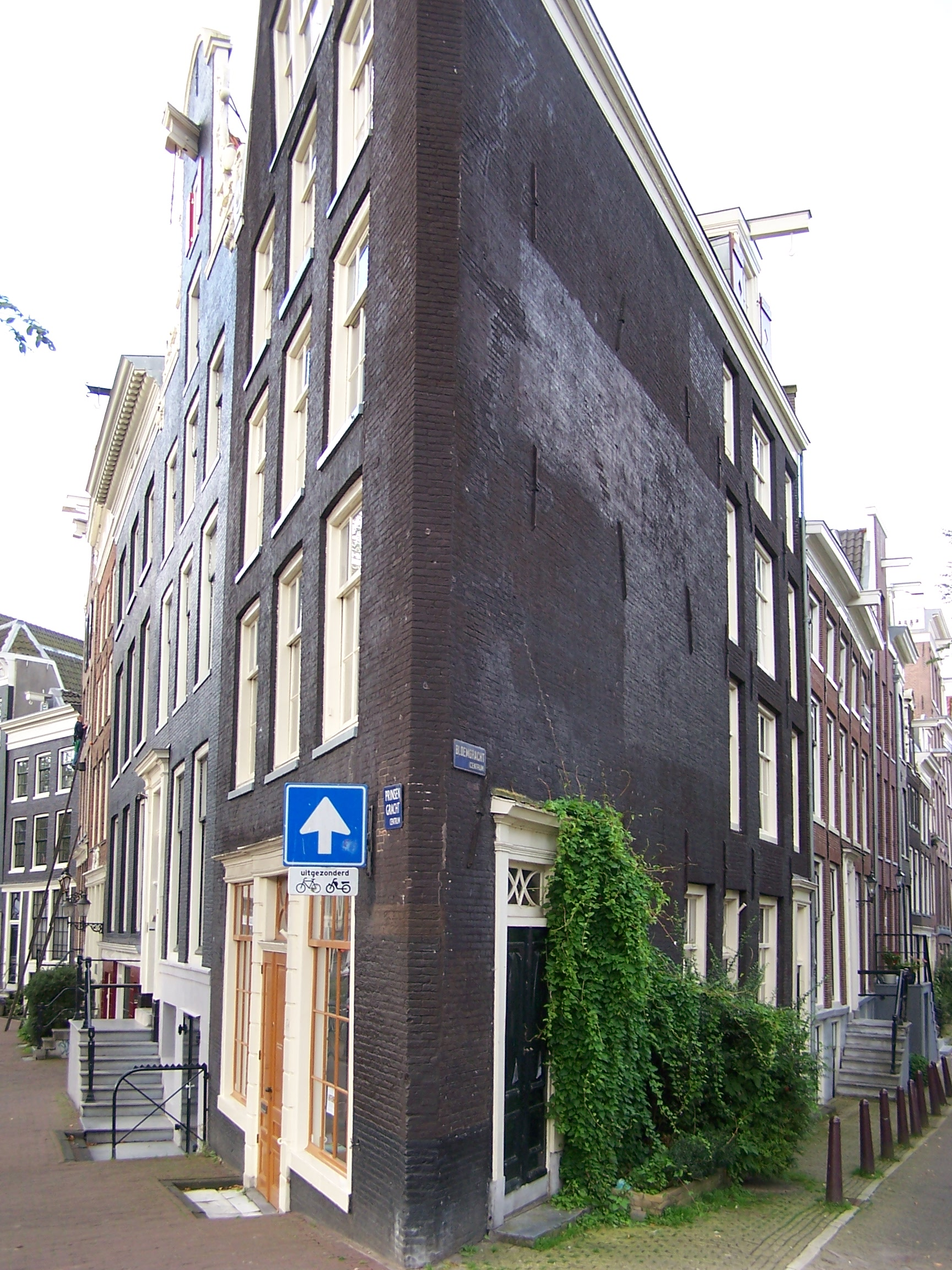
Hoek Prinsengracht 154 en Bloemgracht, Amsterdam.

Galerie Josine Bokhoven was een kunstgalerie in Amsterdam die werd gedreven door Josine Bokhoven.

## De Galerie
Galerie Josine Bokhoven was gevestigd op Prinsengracht 154, in het oude centrum van Amsterdam, tegenover de Westertoren. Hij heeft bestaan van 1988 tot eind 2013. De galerie was ook actief op de KunstRai, onder andere in 1994.
Van september 1990 tot april 2002 heeft de galerie 41 solo- en 8 groepstentoonstellingen georganiseerd van in totaal 38 verschillende kunstenaars, o.a. Herbert Nouwens, Henk Hage (5x), Hans Landsaat (5x), Naomi Warmer (3x), Joseph Scorselo (3x), en Joël Auxenfans (2x).

### Citaat
'Helaas sloot Galerie Josine Bokhoven in Amsterdam dit jaar (2013) de deur. Het was sinds de tachtiger jaren van de vorige eeuw de plek waar het Amsterdamse publiek regelmatig van mijn werk kennis kon nemen. Ik beraad me nu op welke wijze deze regelmaat kan worden voortgezet' - citaat van Hans Landsaat.

### Kunstenaars in stock
Een aantal kunstenaars van wie o. a. werk in stock of in de collectie was bij Galerie Josine Bokhoven waren Anthony Caro, Carlos Granger, Shlomo Koren, Eugène van Lamsweerde, Hans Landsaat en Margaret Wibmer.

### Bijzondere exposities
- 1990 december. Le chemin a suivre, '89/90 van Marie-Luc Grall[7]
- 1991 juni. werk van Hans Landsaat.[8]
- 1992 januari. Landschap met vriendin. Groepsexpositie, ode aan Thérèse Cornips.[9][10]
- 1994 februari. De jaren zestig met Anthony Caro en John Hoyland.[11][12]
- 1995 januari. Ieke Spiekman. Schilderijen en tekeningen.[13]
- 2009 november, duo-expositie van Engels kunstenaarsechtpaar - beeldhouwer Anthony Caro en schilder Sheila Girling[14]
- 2010/11 dec/jan. expositie van staalsculpturen en 2 schilderijen van Herbert Nouwens[15]
- 2013 solotentoonstelling 'Sculpture Carlos Granger'[16]

## Josine Bokhoven

### Opleiding en werk
Josine Bokhoven sloot haar studie kunstgeschiedenis in 1976 af met de afstudeer-tekst 'Blijde inkomsten in Amsterdam - 17e eeuw', het thema waar het Stedelijk Museum Schiedam toen ook een tentoonstelling aan wijdde. Kort daarop was ze al werkzaam in hetzelfde museum als educatief medewerker; na enige tijd werd ze museum-assistent en hielp als zodanig mee met het inrichten van vele tentoonstellingen binnen het Schiedams museum. Een belangrijke expositie in die periode was in 1988 de tentoonstelling 'Schiedamse schilders in de Gouden Eeuw', waarvoor zij ook de tekst van de bijbehorende publicatie verzorgde.
Josine Bokhoven heeft in de periode van 1975 tot circa 1988 de redactie verzorgd en teksten geschreven voor tal van publicaties en catalogi van tentoonstellingen in het Stedelijk Museum Schiedam Ook schreef zij artikelen over hedendaagse kunstenaars zoals over o.a. Henk Hage, Hans Landsaat en Dolf Henkes.